# 小西英雄
小西 英雄（こにし ひでお、1911年（明治44年）11月23日 - 1964年（昭和39年）12月8日）は、昭和期の実業家、政治家。衆議院議員（1期）、参議院議員（3期）。

## 経歴
愛媛県新居郡神郷村（現新居浜市）で生まれた。別子銅山で働き、鷲尾勘解治の自彊舎で学び1927年（昭和2年）に卒業した。優秀工員として評価され満州に派遣された。その後独立して康徳金属会社を設立し社長となる。戦時下では、関東軍嘱託、軍需省生産隊本部長などを務めた。
戦後、1947年（昭和22年）4月の第23回衆議院議員総選挙で愛媛県第2区から日本自由党公認で出馬したが落選。1949年（昭和24年）1月の第24回総選挙に民主自由党公認で出馬して当選し、衆議院議員に1期在任した。その後、第25回、第26回総選挙に出馬したが落選。大山郁夫の死去に伴い、1956年（昭和31年）1月に実施された第2回参議院議員通常選挙・京都府地方区補欠選挙に自由民主党公認で出馬して当選。同年7月の第4回通常選挙で全国区から出馬して再選（補欠、任期3年）されたが、1959年（昭和34年）2月20日、東京高等裁判所の当選無効判決について最高裁判所で上告が棄却され判決が確定し議員を退職した。同年6月の第5回通常選挙で全国区から出馬して落選し、1960年（昭和35年）11月の第29回総選挙で京都府第2区から出馬したが落選。1962年（昭和37年）7月の第6回通常選挙に全国区から出馬して当選し、参議院議員に通算3期在任した。この間、参議院決算委員長、第2次池田内閣・北海道開発政務次官、自由党院内総務、同胞救援議員連盟副理事長、自由民主党副幹事長、同国会対策副委員長、同広報副委員長などを務め、東予新産業都市の指定に尽力した。参議院議員在任中の1964年12月に議員会館の自室で死去した。死没日をもって勲二等瑞宝章追贈、正八位から従四位に叙される。
その他、日本商事社長、東洋興産社長、東急航空取締役、引揚者団体全国連合会顧問、日本重量挙協会（現日本ウエイトリフティング協会）会長などを務めた。